# Лапка Памаш (Марисолинское сельское поселение)
 Лапка Памаш  — деревня в Сернурском районе Республики Марий Эл. Входит в состав Марисолинского сельского поселения.

## География
Находится в северо-восточной части республики Марий Эл на расстоянии приблизительно 11 км на север от районного центра посёлка Сернур.

## История
Известна с 1858 года как починок, где в 8 дворах проживали 34 жителя. В 1884—1885 годах в 2 дворах проживали 12 человек, русские. В 8 дворах проживали мари: 51 человек. В 1996 году в 5 дворах проживали 13 человек. В советское время работали колхозы «Комбайн» и «Пятилетка».

## Население
Население составляло 54 человека (мари 100 %) в 2002 году, 65 в 2010.